# 애옥수수

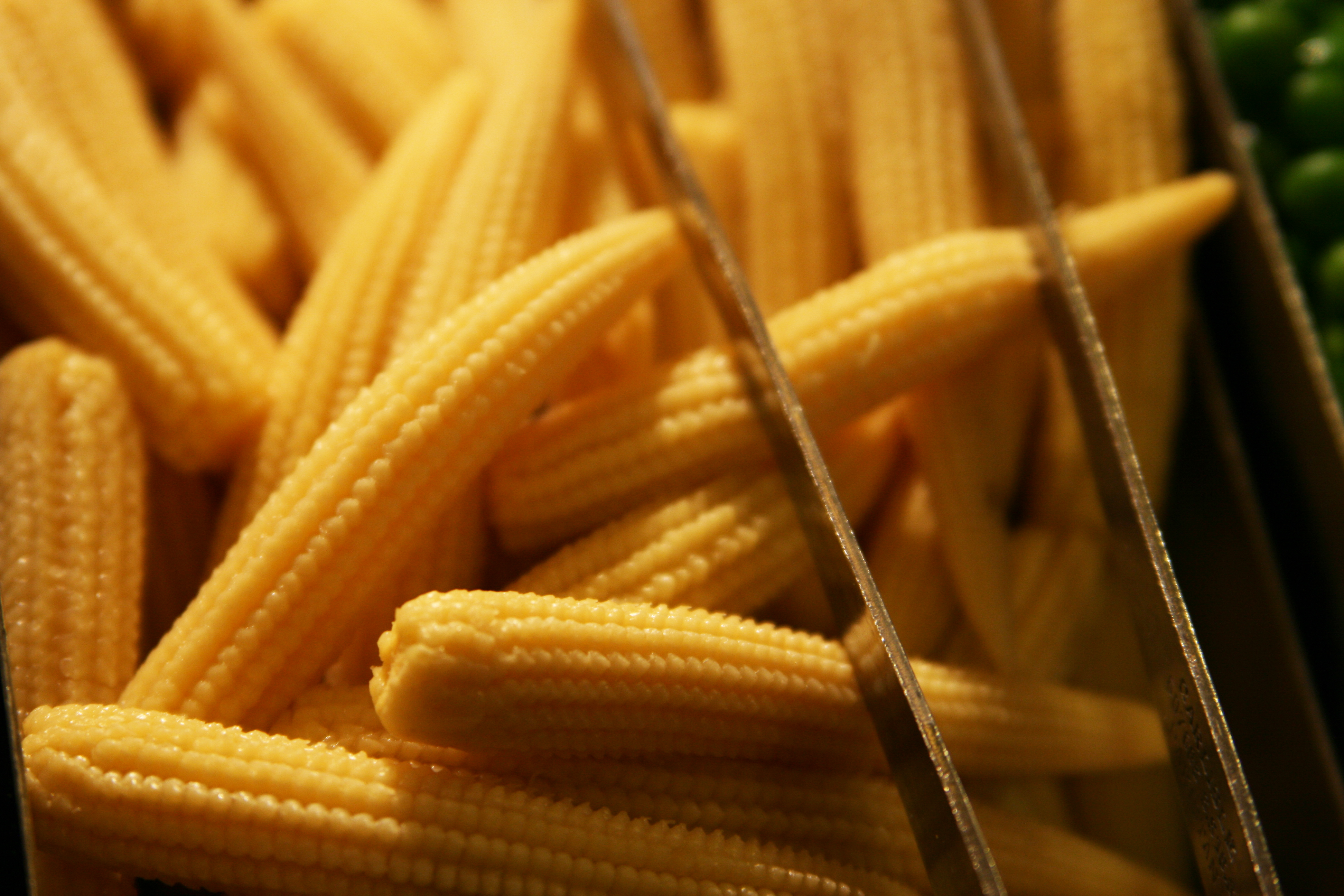
애옥수수

애옥수수는 다 자라지 않은 작은 옥수수를 일찍 수확한 것이다. 다 자란 옥수수와 달리 옥수숫대가 연하고 부드러워, 껍질만 제거하고 옥수숫대와 옥수수알이 붙어있는 상태로 통째로 먹는다. 익히지 않고 샐러드 등에 넣기도 하고, 볶음 요리 등에 넣기도 한다.

## 사진

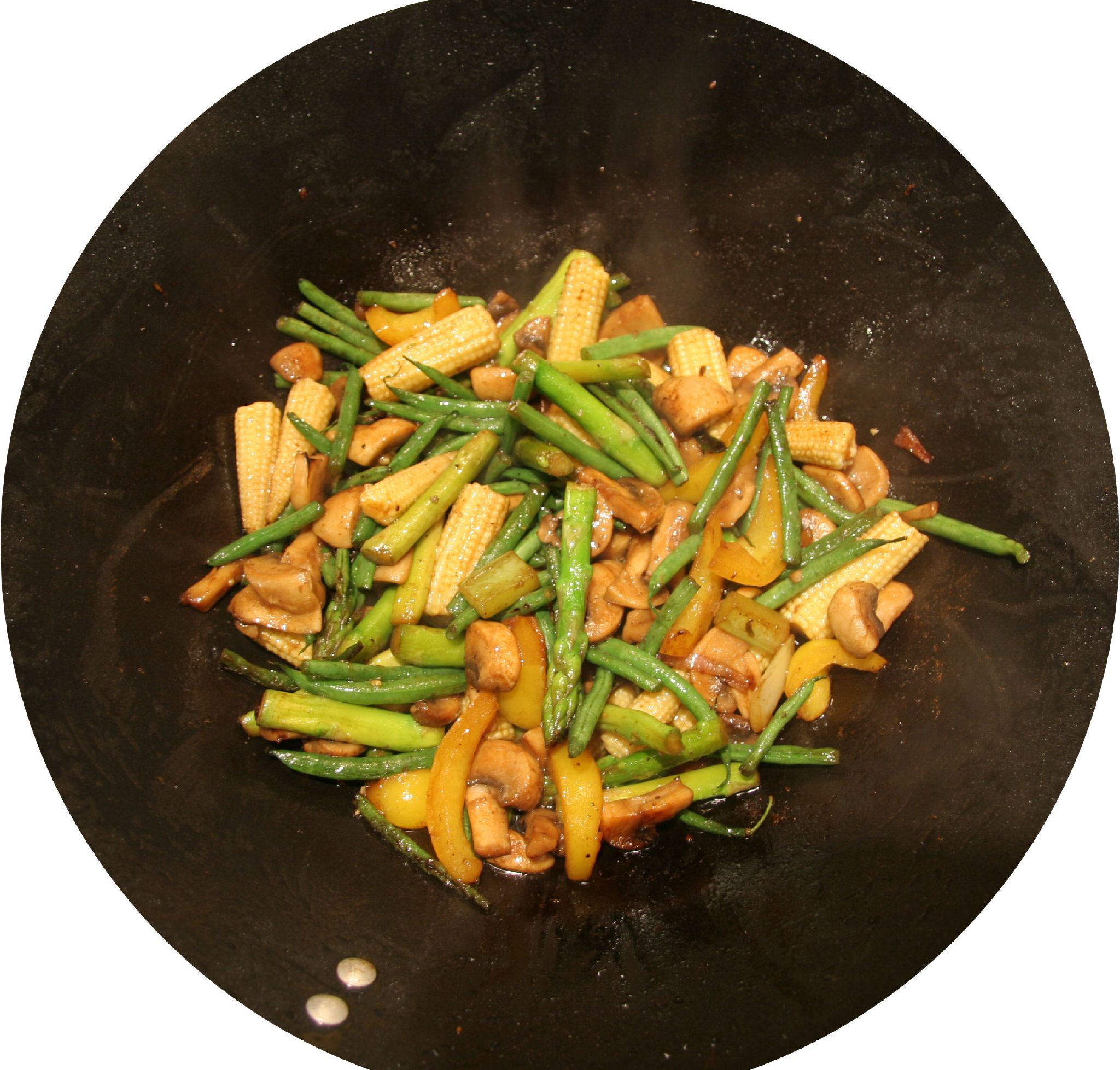
애옥수수가 들어간 볶음 요리